# Lona–Lases
Lona–Lases település Olaszországban, Trento megyében. Lakosainak száma 865 fő (2023. január 1.). Lona–Lases Albiano, Bedollo, Fornace, Segonzano, Valfloriana, Baselga di Piné, Cembra Lisignago és Sover községekkel határos.

## Népesség
A település népességének változása:
| Lakosok száma | 878  | 881  | 865  |
|               | 2017 | 2018 | 2023 |